# Alecsandro
Alecsandro Barbosa Felisbino (* 4. Februar 1981 in Bauru) ist ein ehemaliger brasilianischer Fußballspieler auf der Position eines Stürmers. Sein Bruder Richarlyson war auch Profifußballer und ebenso wie sein Vater Reinaldo (Lela). Außerdem ist er der Schwager von Deco.

## Karriere
Alecsandro begann 1997 bei EC Vitória mit dem Klubfußball und konnte sich dort 2001 bis in die Profimannschaft spielen. Nach den zwei Leihstationen Sport Recife und AA Ponte Preta, wechselte er im September 2005 zu Cruzeiro Belo Horizonte. Im Juli 2006 wurde er für ein Jahr nach Portugal zu Sporting Lissabon verliehen. Mit den Sportinguistas konnte er den portugiesischen Pokal gewinnen. Er nach Beendigung der Saison 2006/07 kehrte Alecsandro zu Cruzeiro zurück und trat hier in der Saison noch in der Série A 2007 an. Zum Jahreswechsel ging er in die VAE zu al-Wahda.
Zum Start in das Jahr 2009 ging er zurück in seine Heimat. Alecsandro unterschrieb bei Internacional Porto Alegre und gewann mit ihnen die Copa Libertadores 2010 (13 Spiele, vier Tore). Mit dem Erfolg war die Qualifikation für die FIFA-Klub-Weltmeisterschaft 2010 verbunden. Hier erreichte der Klub den dritten Platz, nachdem man im Halbfinale dem Tout Puissant Mazembe aus dem Kongo mit 0:2 unterlag. Kurz nach Beginn der Spiele um die Staatsmeisterschaften Anfang des Jahres 2011, wechselte der Spieler zum CR Vasco da Gama. Im Juni konnte er mit Vasco den Titelgewinn im Copa do Brasil 2011 feiern. Anfang 2013 wechselte Alecsandro zum Série A Konkurrenten Atlético Mineiro. Am 25. Juli konnte er erneut den Gewinn der Copa Libertadores begehen. Im Finalrückspiel der Copa Libertadores 2013 wurde der Club Olimpia im Elfmeterschießen bezwungen. Der in der 72. Minute eingewechselte Alecsandro, konnte dabei als erster Schütze seinen Elfmeter verwandeln. In der FIFA-Klub-Weltmeisterschaft 2013 reichte es wieder nur für den dritten Platz. Dieses Mal unterlag man im Halbfinale Raja Casablanca mit 1:3.
Trotz des Erfolges in der Libertadores verließ Alecsandro den Klub aus Belo Horizonte am Ende der Saison. Es zog ihn nach Rio de Janeiro zum CR Flamengo. Im Juni 2015, kurz nach dem Start der Série A 2015 wechselte er zum Ligagegner Palmeiras São Paulo. Im Zuge des Gewinns der Copa do Brasil 2015 spielte er keine Rolle. Er durfte nicht an dem Turnier teilnehmen, weil er bereits vier Spiele bestritten hatte. Dafür er gewann im Dezember 2016 mit Palmeiras die Série A 2016 (13 Spiele, drei Tore). Nachdem er in die Saison 2017 in der Staatsmeisterschaft von São Paulo noch für Palmeiras aufgelaufen war, wurde er für die Série A 2017 an den Coritiba FC ausgeliehen. Am Ende der Saison wurde der Klub 17. und verfehlte den rettenden 16. rechnerisch nur um zwei Tore oder einen Punkt. Zum Jahresanfang 2018 wurde Alecsandro fest von Coritiba übernommen. In der Série B 2018 erreichte der Klub den zehnten Platz und er wechselte nach der Austragung erneut. Für die Spiele um die Staatsmeisterschaften war er beim EC São Bento und ging mit diesem auch in die Série B 2019, nahm aber im Juli ein Angebot von CS Alagoano an, welcher in die Série A 2019 aufgestiegen war. Es erfolgte der direkte Wiederabstieg als 18. der Tabelle. Alecsandro blieb noch bis Oktober mit wenig Einsätzen bei CSA.
Es folgten noch Engagements in unterklassigen Ligen bei Figueirense FC (2020), EC Noroeste (2021) und EC Primavera (2022). Dann beendete er seine aktive Laufbahn.

## Erfolge
Vitória
- Staatsmeisterschaft von Bahia: 2002, 2003
- Copa do Nordeste: 2003

Cruzeiro
- Staatsmeisterschaft von Minas Gerais: 2006

Sporting Lissabon
- Taça de Portugal: 2006/07

Internacional
- Staatsmeisterschaft von Rio Grande do Sul: 2009
- Copa Suruga Bank: 2009
- Copa Libertadores: 2010

Vasco da Gama
- Copa do Brasil: 2011

Atlético Mineiro
- Staatsmeisterschaft von Minas Gerais: 2013
- Copa Libertadores: 2013

Flamengo
- Staatsmeisterschaft von Rio de Janeiro: 2014

Palmeiras
- Brasilianischer Meister: 2016

## Auszeichnungen
Vasco
- Torschützenkönig Copa do Brasil: 2011